# Аппельт, Инго
И́нго А́ппельт (нем. Ingo Appelt; род. 11 декабря 1961, Инсбрук, Тироль) — австрийский бобслеист, пилот, выступавший за сборную Австрии в конце 1980-х — начале 1990-х годов. Участник двух зимних Олимпийских игр, чемпион Альбервиля, двукратный обладатель Кубка мира, чемпион Европы.

## Биография
Инго Аппельт родился 11 декабря 1961 года в Инсбруке, федеральная земля Тироль. После окончания старших классов школы переехал в коммуну Фульпмес, где поступил в техническое училище, изучал дизайн и производство ювелирных изделий. Выступать в бобслее на профессиональном уровне начал в середине 1980-х годов и с самого начала стал показывать неплохие результаты, попал в качестве пилота в национальную команду Австрии. Благодаря череде удачных выступлений, в 1988 году был приглашён защищать честь страны на Олимпийских играх в Калгари, соревновался в паре с разгоняющим Харальдом Винклером, однако не смог занять там призовые места, приехав пятым на двойке и седьмым — на четвёрке.
Основные успехи в карьере Аппельта связаны с партнёром-разгоняющим Томасом Шроллем. Вместе они участвовали в Игры 1992 года в Альбервиль и завоевали золотые медали в программе четырёхместных экипажей, а также финишировали четвёртыми в зачёте двоек. Помимо всего прочего, Инго Аппельт имеет в послужном списке бронзовую медаль чемпионата мира 1990 года, состоявшегося в швейцарском Санкт-Морице. В 1989 году одержал победу на чемпионате Европы. По результатам всех этапов Кубка мира дважды занимал первое место общего зачёта (в сезонах 1987/88 и 1988/89), тогда как в сезоне 1990/91 взял две серебряные награды.
После завершения карьеры профессионального спортсмена, будучи членом Австрийской партии свободы, баллотировался депутатом в Тирольский парламент, однако вскоре ушёл из политики и вернулся к своему прежнему занятию — производству ювелирных украшений. В 1992 году награждён золотым рыцарским крестом почётного знака «За заслуги перед Австрийской Республикой».